# 25815 Scottskirlo
25815 Scottskirlo è un asteroide della fascia principale. Scoperto nel 2000, presenta un'orbita caratterizzata da un semiasse maggiore pari a 2,7582893 UA e da un'eccentricità di 0,0661775, inclinata di 7,62931° rispetto all'eclittica.